# Iryna Koljadenko
Iryna Wolodymyriwna Koljadenko (ukrainisch Ірина Володимирівна Коляденко; international verwendete Schreibung Iryna Koliadenko; * 28. August 1998 in Radomyschl, Ukraine) ist eine ukrainische Freistilringerin. Sie ist Medaillengewinnerin bei Olympischen Spielen sowie bei Welt- und Europameisterschaften.
Sie begann im Alter von 11 Jahren in Radomyschl mit dem Ringen. An der Universität des Staatlichen Fiskaldienstes der Ukraine in Irpin absolvierte sie ein Studium im Rechnungswesen. Außerdem absolvierte sie die Fakultät für Leibeserziehung an der Nationalen Pädagogischen Universität Ternopil.
Bei den Juniorenweltmeisterschaften im Ringen 2018 im slowakischen Trnava errang sie im Freistil die Bronzemedaille in der Gewichtsklasse bis 65 kg.
Die Ringer-Weltmeisterschaften 2019 in Nur-Sultan beendete Iryna Koljadenko im Freistilwettbewerb der Frauen bis 65 kg mit der Silbermedaille, nachdem sie im Finale der Kirgisin Aissuluu Tynybekowa unterlag. Im folgenden Jahr errang sie bei der Ringer-Europameisterschaften 2020 in Rom Freistilwettbewerb der Frauen bis 65 kg die Bronzemedaille. Im April 2021 gewann sie bei den Ringer-Europameisterschaften 2021 in Warschau schließlich die Goldmedaille und wurde Europameisterin.
Bei den Olympischen Spielen 2020 errang Koljadenko 2021 in Tokio im Wettbewerb Freistil der Frauen bis 62 kg die Bronzemedaille, nachdem sie im Halbfinale erneut Aissuluu Tynybekowa unterlag und im Kampf um den dritten Platz gegen die Lettin Anastasija Grigorjeva gewann. Bei den Weltmeisterschaften 2023 gewann sie die Bronzemedaille. Bei den Olympischen Spielen 2024 in Paris gewann sie die Silbermedaille.